# James McIntyre
Pour les articles homonymes, voir McIntyre.
James McIntyre (baptisé le 25 mai 1828 – 31 mars 1906) est un poète écossais émigré dans le Haut-Canada en 1851. D'abord ouvrier agricole puis marchand de meuble, il est connu pour ses recueils de poésie et en particulier pour leur thème récurent, le fromage.

## Biographie
James McIntyre est né à Forres en Écosse en 1828, vraisemblablement le 25 mai, jour enregistré de son baptême. À 23 ans, en 1851, il émigre vers le Haut-Canada où il exerce le métier d'ouvrier agricole.
Il s'installe ensuite à Saint Catharines où il fait commerce de meubles. Il se marie, a une fille puis un fils prénommé John William.
Lui et sa famille s'installent ensuite à Ingersoll, au bord de la rivière Thames. Ils ouvrent une fabrique de meubles ainsi qu'une boutique pour écouler la production. Ils vendent également des pianos et des cercueils. À cette date, la ville d'Ingersoll est située au cœur de la région laitière canadienne de l'époque, les familles y produisent du fromage depuis 1790 et est réputée dans tout le Canada avant la guerre de 1812. La première industrie de production de fromage y est fondée en 1864.
James McIntyre se créé une réputation grâce ses talents d'orateur. Il est régulièrement appelé à prendre la parole lors des évènements publics. Il déclame des poèmes en rapport avec l'évènement ou la région, qui semble l'avoir particulièrement inspiré. En particulier nombre de ses poèmes ont pour thème principal le fromage.
Le journal de Toronto The Globe et le journal de New-York Tribune publient quelques-uns de ses textes, à des fins d'amusement. James McIntyre ne prend pas ombrage de la moquerie et continue ses écrits vraisemblablement jusqu'à sa mort, en 1906.

## Publication et héritage
The ancient poets ne'er did dream

That Canada was land of cream,

They ne'er imagined it could flow

In this cold land of ice and snow,

Where everything did solid freeze

They ne'er hoped or looked for cheese.
— James McIntyre, Extrait de « Ode au fromage d'Oxford »
Il a publié deux recueils de poèmes :
- « Musings on the Canadian Thames » (1884) ;
- « Poems of James McIntyre » (1889).

Après sa mort, James McIntyre tombe dans l'oubli, jusqu'à ce que William Arthur Deacon, le rédacteur littéraire du The Globe and Mail' redécouvre et réédite son travail en 1927.
En 1979, un livre de recettes de cuisine à base de fromage inclus nombre de poèmes de James McIntyre et quelques anecdotes sur le fromage : "Oh! Queen of Cheese: Selections from James McIntyre, the Cheese Poet".
Cependant, le plus gros coup de pouce à sa renommée est très certainement le recueil satirique "Very Bad Poetry", édité par Ross et Kathryn Petras (Vintage, 1997). On y trouve notamment son poème le plus célèbre, "Ode on the Mammoth Cheese Weighing Over 7,000 Pounds", qui fait référence à un cheddar de plus 3 175 kg. Ce fromage, le mammoth-cheese, a été produit en 1866 à Ingersoll et a été exhibé dans une tournée passant par Toronto, New-York et en Grande-Bretagne.
We have seen thee, Queen of Cheese,

Lying quietly at your ease,

Gently fanned by evening breeze;

Thy fair form no flies dare seize.

All gaily dressed, soon you'll go

To the provincial show,

To be admired by many a beau

In the city of Toronto.
— James McIntyre, Extrait de "Ode on the Mammoth Cheese"
Chaque année à Ingersoll, un concours de poésie est organisé en l'honneur de James McIntyre avec pour point d'orgue une compétition de poésie sur le thème du fromage.